# Censor (svenskt utbildningsväsende)
Censor var en ämbetsmannatitel i svenskt utbildningsväsende fram till 1968. Det var då benämningen på en universitetsprofessor eller docent som av Kungl. Maj:t förordnats att övervaka studentexamen vid ett svenskt gymnasium.